# Liste von Sakralbauten im Salzlandkreis
Die Liste von Sakralbauten im Salzlandkreis gibt eine möglichst vollständige Übersicht der im Salzlandkreis in der Mitte des Landes Sachsen-Anhalt vorhandenen relevanten Kirchengebäude mit ihrem Status, Adresse, Koordinaten und einer Ansicht (Stand Januar 2023).

## Kirchengebäude
| Artikel                                             | Beschreibung | Gemeinde                       | Ort                        | Bild           | Koordinaten                  |
| --------------------------------------------------- | --- | ------------------------------ | -------------------------- | -------------- | ---------------------------- |
| St. Peter und Paul (Beesenlaublingen)               | Bruchsteinbau E. 12. Jh. mit mächtigem Westturm, 1740 Chorneubau                                                                                                | Könnern                        | Beesenlaublingen           | weitere Bilder | 51° 42′ 35″ N, 11° 41′ 45″ O |
| Christkönig (Cochstedt)                             | Ehem. kath. Kirche in Cochstedt, schlichter Bau von 1938, 2014 entwidmet                                                                                        | Hecklingen                     | Cochstedt                  |                | 51° 52′ 51″ N, 11° 24′ 26″ O |
| Dorfkirche Döben                                    | Spätromanisches Bauwerk 13. Jh. mit Westquerturm, seit 19. Jh. profaniert                                                                                       | Barby                          | Döben                      |                | 51° 57′ 58″ N, 11° 46′ 19″ O |
| Dorfkirche Garsena                                  | Schlichter verputzter Bruchsteinbau mit Fachwerk-Dachturm, nach 1810                                                                                            | Könnern                        | Garsena                    | weitere Bilder | 51° 38′ 59″ N, 11° 47′ 51″ O |
| Dorfkirche Hohenedlau                               | Einschiffiger Bruchsteinbau mit Ostturm und Apsis, wohl 13. Jh., 1750 umgebaut, Ruine                                                                           | Könnern                        | Hohenedlau                 | weitere Bilder | 51° 39′ 41″ N, 11° 50′ 24″ O |
| Dorfkirche Kirchedlau                               | Verputzter Bruchsteinbau mit Westquerturm und geradem Ostschluss, 1714 umgebaut                                                                                 | Könnern                        | Kirchedlau                 | weitere Bilder | 51° 40′ 37″ N, 11° 49′ 21″ O |
| Dorfkirche Preußlitz                                | Saalbau mit kleinem polygonalem Chor und Westturm, Schiff im Kern 1681, Rest 1893/95 überformt                                                                  | Bernburg                       | Preußlitz                  | weitere Bilder | 51° 43′ 59″ N, 11° 48′ 38″ O |
| Dorfkirche Trebitz                                  | Saalkirche mit eingezogenem polyg. Chor und Westturm, 1884 | Könnern                        | Trebitz                    | weitere Bilder | 51° 42′ 21″ N, 11° 46′ 10″ O |
| Dorfkirche Trebnitz (Könnern)                       | Im Kern romanischer Bruchsteinsaal mit Westturm und Apsis, 1693 Schiff weitgehend erneuert                                                                      | Könnern                        | Trebnitz                   | weitere Bilder | 51° 41′ 11″ N, 11° 43′ 17″ O |
| Gemeinsaal Gnadau                                   | Schlichtes spätbarockes Bauwerk der Herrnhuter Brüdergemeine, um 1766                                                                                           | Barby                          | Gnadau                     | weitere Bilder | 51° 58′ 35″ N, 11° 46′ 49″ O |
| Gnadenkirche                                        | Oberhalb des Orts gelegene große barocke Saalkirche, dat. 1719                                                                                                  | Giersleben                     | Giersleben                 | weitere Bilder | 51° 45′ 55″ N, 11° 33′ 43″ O |
| Heilig-Geist-Kirche (Calbe)                         | Ehem. Hospitalkirche des Hl.-Geist-Stifts Calbe, erstmals 1305 erwähnt. Schlichter got. Rechteckbau, jetzt als Kirche der Neuapostol. Gem. genutzt.             | Calbe (Saale)                  | Calbe                      | weitere Bilder | 51° 54′ 23″ N, 11° 46′ 42″ O |
| Heilig Kreuz (Aschersleben)                         | Ehemals Franziskanerklosterkirche, danach reformiert, jetzt kath. Kirche; schlichter gewölbter 5jochiger Saal, vermutl. 13. Jh.                                 | Aschersleben                   | Aschersleben               | weitere Bilder | 51° 45′ 22″ N, 11° 27′ 24″ O |
| Herz Jesu (Atzendorf)                               | Kath. Kirche von 1901, jetzt profaniert | Staßfurt                       | Atzendorf                  |                | 51° 55′ 19″ N, 11° 35′ 42″ O |
| Herz Jesu (Hecklingen)                              | Kath. Kirche, Neubau 1904 nach Plan von Arnold Güldenpfennig | Hecklingen                     | Hecklingen                 | weitere Bilder | 51° 50′ 59″ N, 11° 32′ 32″ O |
| Hospitalkirche Gottesgnaden                         | Stattlicher spätromanischer Feldsteinbau 13. Jh., siehe Stift Gottesgnaden                                                                                      | Calbe (Saale)                  | Calbe                      | weitere Bilder | 51° 54′ 7″ N, 11° 47′ 14″ O  |
| Katharina-von-Bora-Kirche (Werkleitz)               | Im Kern mittelalterl., 1700 nach Norden erweitert, Westturm 19. Jh.                                                                                             | Barby                          | Werkleitz                  | weitere Bilder | 51° 55′ 29″ N, 11° 51′ 53″ O |
| Kirche Amesdorf                                     | Kleine gotisierende Saalkirche mit quadrat. Westturm und Polygonapsis, 1887                                                                                     | Güsten                         | Amesdorf                   | weitere Bilder | 51° 46′ 51″ N, 11° 35′ 58″ O |
| Kirche Belleben                                     | Neugotische Saalkirche mit eingezogenem Chor und dreiseitigem Ostschluss, schlanker Westturm, 1887–89                                                           | Könnern                        | Belleben                   | weitere Bilder | 51° 40′ 25″ N, 11° 38′ 7″ O  |
| Kirche Cörmigk                                      | Romanischer Querturm aus dem 12. Jahrhundert, ab 1818 Kirchenschiff erneuert                                                                                    | Könnern                        | Cörmigk                    | weitere Bilder | 51° 43′ 38″ N, 11° 50′ 23″ O |
| Kirche Hakeborn                                     | Neoromanische Kirche mit reichgegliedertem Turm, 19. Jh. | Börde-Hakel                    | Hakeborn                   | weitere Bilder | 51° 55′ 9″ N, 11° 21′ 55″ O  |
| Kirche Neugattersleben                              | Neugot. Neubau 1887, dreischiffige kreuzförmige Basilika mit Westturm                                                                                           | Nienburg (Saale)               | Neugattersleben            | weitere Bilder | 51° 50′ 56″ N, 11° 42′ 28″ O |
| Kirche Groß Rosenburg                               | Im Kern romanisch, 12. Jh., Umbau um 1580, Glockengeschoss im 19. Jh. verändert                                                                                 | Barby                          | Groß Rosenburg             | weitere Bilder | 51° 55′ 2″ N, 11° 53′ 22″ O  |
| Kirche St. Stephan (Zens)                           | Neugot. Neubau aus Backstein 1895 | Bördeland                      | Zens                       | weitere Bilder | 51° 56′ 25″ N, 11° 43′ 24″ O |
| Kirche Waldau (Bernburg)                            | Neugotische Kirche 1893, ungenutzt, in Verfall | Bernburg (Saale)               | Waldau                     | weitere Bilder | 51° 48′ 15″ N, 11° 43′ 28″ O |
| St. Jakobi (Westeregeln)                            | Langgestreckter rechteckiger Saalbau des 18. Jh., der schlichte Turm 1862                                                                                       | Börde-Hakel                    | Westeregeln                | weitere Bilder | 51° 57′ 47″ N, 11° 23′ 39″ O |
| Klosterkirche St. Marien und St. Cyprian (Nienburg) | Neubau nach 1242, dreischiffige frühgotische Hallenkirche unter Verwendung von Resten des Vorgängers, Straße der Romanik                                        | Nienburg (Saale)               | Nienburg                   | weitere Bilder | 51° 50′ 11″ N, 11° 46′ 17″ O |
| Martin-Luther-Kirche (Felgeleben)                   | Neubau nach mehrfachen Zerstörungen 1734, davon nur der Turm erhalten                                                                                           | Schönebeck (Elbe)              | Felgeleben                 | weitere Bilder | 52° 0′ 1″ N, 11° 45′ 12″ O   |
| Martinskirche (Bernburg)                            | Neugotischer Neubau 1884–87 | Bernburg (Saale)               | Bernburg                   | weitere Bilder | 51° 47′ 27″ N, 11° 44′ 58″ O |
| Michaelshaus (Aschersleben)                         | Gemeindehaus der kath. Kirche, ehemals Franziskaner-Klosterkirche                                                                                               | Aschersleben                   | Aschersleben               | weitere Bilder | 51° 45′ 29″ N, 11° 27′ 5″ O  |
| Neue Kirche (Biendorf)                              | Evangelische Kirche, 1928 erbaut, neuklassizistischer Saalbau mit Rechteckchor und Westturm mit spitzem Aufsatz, bauzeitliche Ausstattung erhalten.             | Bernburg (Saale)               | Biendorf                   | weitere Bilder | 51° 45′ 1″ N, 11° 50′ 57″ O  |
| Schlosskapelle Piesdorf                             | Neugotische Kapelle (1892) mit Maßwerkfenstern, 5/8-Schluss und Dachreiter nach Entwurf von F. Schorbach                                                        | Könnern                        | Piesdorf (Könnern)         | weitere Bilder | 51° 39′ 57″ N, 11° 39′ 10″ O |
| Schlosskirche Bernburg                              | Romanische Reste um 1200 erh., Turm 1608 erhöht, Schiff 1751 neu erbaut, barocker Emporensaal                                                                   | Bernburg                       | Bernburg                   | weitere Bilder | 51° 47′ 38″ N, 11° 44′ 18″ O |
| Schrotholzkirche Wespen                             | Schindelgedeckte Kirche in Holzbauweise 1687 | Barby                          | Wespen (Barby)             | weitere Bilder | 51° 57′ 33″ N, 11° 49′ 36″ O |
| Sankt-Georg-Kirche (Westdorf)                       | Spätgotischer Saal mit dreiseitigem Schluss 2. H. 15. Jh. unter Verwendung des Turms eines Vorgängerbauwerks                                                    | Aschersleben                   | Westdorf                   | weitere Bilder | 51° 44′ 14″ N, 11° 26′ 3″ O  |
| St. Annen (Schadeleben)                             | Rechteckiger Saalbau, der Westturm mit oktogonalem Aufsatz 1819–21, im Innern barocke Ausstattung                                                               | Seeland                        | Schadeleben                | weitere Bilder | 51° 50′ 14″ N, 11° 21′ 41″ O |
| St. Augustinus (Üllnitz)                            | Westturm 11. Jh., Schiff barock | Staßfurt                       | Üllnitz                    | weitere Bilder | 51° 53′ 41″ N, 11° 39′ 59″ O |
| St. Johannis (Leopoldshall)                         | Neuromanische kreuzförmige Kirche, 1876 geweiht | Staßfurt                       | Leopoldshall               | weitere Bilder | 51° 50′ 55″ N, 11° 35′ 42″ O |
| St. Johannis (Osmarsleben)                          | Im Kern romanisch, 1893 nach Osten verlängert und Apsis angebaut                                                                                                | Güsten                         | Osmarsleben                | weitere Bilder | 51° 47′ 36″ N, 11° 37′ 28″ O |
| St.-Christophorus-Kirche (Breitenhagen)             | Schlichter Rechtecksaal mit Fachwerk-Dachturm, 1625 | Barby                          | Breitenhagen               | weitere Bilder | 51° 55′ 27″ N, 11° 57′ 6″ O  |
| St. Laurentius (Latdorf)                            | Rechteckiger Saal 1742 mit verschiefertem Dachturm, Ausstattung infolge Schwammbefalls reduziert                                                                | Nienburg (Saale)               | Latdorf                    |                | 51° 48′ 30″ N, 11° 47′ 55″ O |
| St.-Lukas-Kirche (Ranies)                           | Neubau in Fachwerk A. 17. Jh. unter Verwendung von Resten des Vorgängerbauwerks                                                                                 | Schönebeck (Elbe)              | Ranies                     | weitere Bilder | 52° 1′ 3″ N, 11° 49′ 39″ O   |
| St. Marien (Schönebeck)                             | Kath. Kirche, 1906–08 neugotischer Neubau in Backstein | Schönebeck (Elbe)              | Schönebeck                 | weitere Bilder | 52° 0′ 39″ N, 11° 43′ 53″ O  |
| St.-Severin-Kirche (Ilberstedt)                     | Neugotischer Neubau 1878–80 | Ilberstedt                     | Ilberstedt                 | weitere Bilder | 51° 47′ 55″ N, 11° 40′ 15″ O |
| St. Bonifatius (Bernburg)                           | Kath. Kirche, neugotischer Neubau 1864–67 | Bernburg (Saale)               | Bernburg                   | weitere Bilder | 51° 47′ 44″ N, 11° 44′ 17″ O |
| St. Clemens (Groß Börnecke)                         | 1791–94 klassizistischer Neubau unter Verwendung des spätromanischen Westturms, profaniert                                                                      | Hecklingen                     | Groß Börnecke              | weitere Bilder | 51° 53′ 6″ N, 11° 28′ 7″ O   |
| St. Elisabeth (Alsleben)                            | Kath. Kirchengebäude in Alsleben (Saale), neugotischer Neubau der Kirche 1874–75 mit angebautem Missionshaus                                                    | Alsleben (Saale)               | Alsleben                   | weitere Bilder | 51° 42′ 8″ N, 11° 40′ 43″ O  |
| St. Eustachius (Atzendorf)                          | Anstelle eines mittelalterlichen Bauwerks um 1887/89 erbautes neugot. Bauwerk (F. Adler)                                                                        | Staßfurt                       | Atzendorf                  |                | 51° 55′ 10″ N, 11° 35′ 53″ O |
| St. Franziskus Xaverius (Unseburg)                  | Kath. Kirchengebäude in Unseburg, neugotischer Neubau, 1905/06 erbaut, 2012 profaniert                                                                          | Bördeaue                       | Unseburg                   | weitere Bilder | 51° 55′ 56″ N, 11° 30′ 46″ O |
| St. Christophorus (Egeln), (ehem. St. Spiritus)     | Großer rechteckiger Emporensaal 1701/1703, mit Westturm eines gotischen Bauwerks (Zwillingshelm 1559),                                                          | Verbandsgemeinde Egelner Mulde | Egeln                      | weitere Bilder | 51° 56′ 40″ N, 11° 26′ 3″ O  |
| St. Georg (Egeln)                                   | Im 19. Jh. Neubau einer Kirche mit Kreuzgrundriss mit 5/8-Chorpolygon und hohem quadratischem Westturm                                                          | Verbandsgemeinde Egelner Mulde | Egeln                      | weitere Bilder | 51° 57′ 47″ N, 11° 25′ 47″ O |
| St. Georg (Glöthe)                                  | Im Kern gotisch, mehrfach umgebaut | Staßfurt                       | Glöthe                     |                | 51° 54′ 30″ N, 11° 40′ 27″ O |
| St. Georg (Plötzkau)                                | Neugotischer Bruchsteinbau, Turm 1864/65, Kirchenschiff 1887 | Plötzkau                       | Plötzkau                   | weitere Bilder | 51° 44′ 43″ N, 11° 41′ 11″ O |
| St. Gertrud (Alsleben)                              | Bruchsteinbau mit Kreuzgrundriss und dreiseitigem Ostschluss, im Kern romanisch, mehrfach umgebaut                                                              | Alsleben (Saale)               | Alsleben                   | weitere Bilder | 51° 41′ 54″ N, 11° 40′ 39″ O |
| St. Jakobi (Schönebeck)                             | Dreischiffige frühgotische Basilika, Anfang 13. Jh. Neuausstattung nach 1876                                                                                    | Schönebeck (Elbe)              | Schönebeck                 | weitere Bilder | 52° 1′ 9″ N, 11° 44′ 34″ O   |
| St. Johannes Baptist (Wolmirsleben)                 | Kath. Kirche, schlichter Saalbau im Rundbogenstil 1905–07 | Wolmirsleben                   | Wolmirsleben               | weitere Bilder | 51° 56′ 42″ N, 11° 29′ 27″ O |
| St.-Johannis-Kirche (Aschersleben)                  | Neubau 1904–05 als neugotische Backsteinsaalkirche | Aschersleben                   | Aschersleben               | weitere Bilder | 51° 45′ 35″ N, 11° 28′ 8″ O  |
| St. Johannis (Hoym)                                 | Unverputzter Bruchsteinbau von einer dreischiffigen spätrom. Anlage, Chor mit Apsis, Turm 1452, Langhaus 1461 und im 18. Jh. umgebaut                           | Seeland                        | Hoym/Anhalt                | weitere Bilder | 51° 46′ 59″ N, 11° 18′ 39″ O |
| St. Johannis (Schönebeck)                           | Große dreischiffige spätgotische Hallenkirche mit polygonaler Apsis und Doppelturmfront                                                                         | Schönebeck (Elbe)              | Schönebeck                 | weitere Bilder | 52° 0′ 13″ N, 11° 43′ 19″ O  |
| St. Johannis Baptistae (Tarthun)                    | Kleiner Rechtecksaal aus Bruchstein, 1681, Westquerturm von mittelalterlichem Vorgängern                                                                        | Bördeaue                       | Tarthun                    | weitere Bilder | 51° 55′ 52″ N, 11° 28′ 27″ O |
| St.-Johannis-Kirche (Barby)                         | Gotische Kirche des Franziskanerklosters | Barby                          | Barby                      | weitere Bilder | 51° 58′ 7″ N, 11° 53′ 2″ O   |
| St. Josef (Löderburg)                               | 1902 nach Plänen von Arnold Güldenpfennig erbaut, 2011 profaniert und 2012 versteigert                                                                          | Staßfurt                       | Löderburg                  | weitere Bilder | 51° 52′ 27″ N, 11° 32′ 31″ O |
| St. Laurentius (Frohse)                             | Barocker Neubau 1724 mit neuromanischer Doppelturmfront von 1862                                                                                                | Schönebeck (Elbe)              | Frohse                     | weitere Bilder | 52° 2′ 2″ N, 11° 42′ 53″ O   |
| St. Kilian (Schackstedt)                            | Stattlicher neugotischer Ziegelbau auf kreuzförmigem Grundriss 1883/84                                                                                          | Aschersleben                   | Schackstedt                | weitere Bilder | 51° 42′ 57″ N, 11° 37′ 8″ O  |
| St.-Margareten-Kirche in Borne                      | Verputzter Saalbau des 18. Jh., der querrechteckige Westturm vom romanischen Vorgänger erhalten                                                                 | Borne                          | Borne                      | weitere Bilder | 51° 56′ 58″ N, 11° 33′ 26″ O |
| St.-Margarethen-Kirche (Aschersleben)               | Einschiffiger im Kern spätgotischer Saal, Umbau 1715–17 | Aschersleben                   | Aschersleben               | weitere Bilder | 51° 45′ 25″ N, 11° 26′ 57″ O |
| St. Maria Magdalena (Plötzky)                       | Spätrom. Saal mit Westquerturm, um 1200 Seitenschiff angebaut, Chor nach 1690 gerade geschlossen                                                                | Schönebeck (Elbe)              | Plötzky                    | weitere Bilder | 52° 3′ 11″ N, 11° 48′ 1″ O   |
| St. Nikolai (Groß Schierstedt)                      | Nachgotischer Bruchsteinbau 1583, Saalkirche mit eingezogenem Chor mit Dreiseitschluss                                                                          | Aschersleben                   | Schierstedt (Aschersleben) | weitere Bilder | 51° 44′ 49″ N, 11° 31′ 17″ O |
| Trinitatiskapelle (Sachsendorf)                     | Schlichter Bruchstein-Rechteckbau mit Dachreiter | Barby                          | Sachsendorf                | weitere Bilder | 51° 52′ 58″ N, 11° 52′ 47″ O |
| Unbefleckte Empfängnis (Güsten)                     | Kath. Kirche, neugotischer Neubau 1901–03 | Güsten                         | Güsten                     | weitere Bilder | 51° 47′ 49″ N, 11° 36′ 55″ O |
| St. Marien (Staßfurt)                               | Kath. Kirche, aufwändiger neugotischer Neubau 1886–88 | Staßfurt                       | Staßfurt                   | weitere Bilder | 51° 51′ 22″ N, 11° 35′ 7″ O  |
| St. Marien (Bernburg)                               | Gotische Hallenkirche 2. H. 14. Jh. mit reich verziertem Chor der Spätgotik, 1420–40                                                                            | Bernburg (Saale)               | Bernburg                   | weitere Bilder | 51° 47′ 59″ N, 11° 44′ 9″ O  |
| St. Matthäi (Glinde)                                | Neugotischer Neubau: 1850–51 Westturm, 1884–86 Schiff erbaut | Barby                          | Glinde                     | weitere Bilder | 52° 0′ 37″ N, 11° 51′ 13″ O  |
| St. Mechthild (Westeregeln)                         | Kath. Kirche, Neubau 1931–33 im Stil des Neuen Bauens | Börde-Hakel                    | Westeregeln                | weitere Bilder | 51° 57′ 34″ N, 11° 23′ 50″ O |
| St.-Michaelis-Kirche in Etgersleben                 | Neugotischer Saalbau mit eingezogener Polygonalapsis, 1882 | Börde-Hakel                    | Etgersleben                | weitere Bilder | 51° 58′ 45″ N, 11° 24′ 37″ O |
| St. Moritz (Gnölbzig)                               | Verputzte Saalkirche mit dreiseitigem Ostschluss 1795/96 | Alsleben (Saale)               | Gnölbzig                   | weitere Bilder | 51° 40′ 23″ N, 11° 43′ 29″ O |
| St. Nicolai (Nelben)                                | Rechteckiger Bruchsteinbau mit geradem Ostschluss und Westquerturm, im Kern wohl romanisch.                                                                     | Könnern                        | Nelben                     | weitere Bilder | 51° 39′ 52″ N, 11° 44′ 28″ O |
| St. Nicolai (Baalberge)                             | Neugotischer Backsteinbau von 1883 | Bernburg (Saale)               | Baalberge                  | weitere Bilder | 51° 45′ 48″ N, 11° 47′ 53″ O |
| St. Nikolai (Bernburg)                              | Kath. Kirche, urspr. gotische Basilika, um 1270, im frühen 15. Jh. teilweise zur Hallenkirche umgebaut                                                          | Bernburg (Saale)               | Bernburg                   | weitere Bilder | 51° 48′ 9″ N, 11° 43′ 53″ O  |
| St. Nikolai (Nachterstedt)                          | Zweigeschossiger Putzbau mit Verzierungen im Heimatstil, eingezogener Turm, um 1930                                                                             | Seeland                        | Nachterstedt               | weitere Bilder | 51° 47′ 57″ N, 11° 20′ 12″ O |
| St. Nikolai (Wolmirsleben)                          | Romanisierende Staffelhalle über kreuzförmigerm Grundriss, im Kern 1833/34, 1864 erweitert                                                                      | Wolmirsleben                   | Wolmirsleben               | weitere Bilder | 51° 56′ 46″ N, 11° 29′ 19″ O |
| St. Norbert (Ilberstedt)                            | Kath. Kirche, schlichter Saal 1936/37 | Ilberstedt                     | Ilberstedt                 | weitere Bilder | 51° 48′ 16″ N, 11° 40′ 12″ O |
| St. Pankratius (Elbenau)                            | Rechteckiger Fachwerkbau 1743, Dachreiter, Balkendecke, Kanzelaltar                                                                                             | Schönebeck (Elbe)              | Elbenau                    | weitere Bilder | 52° 2′ 45″ N, 11° 45′ 50″ O  |
| St. Paulus (Aderstedt)                              | Romanisierender Backsteinbau mit dreseitigem Ostschluss, 1861 aus Resten des Vorgängers erbaut                                                                  | Bernburg                       | Aderstedt                  | weitere Bilder | 51° 46′ 45″ N, 11° 41′ 40″ O |
| St. Petri (Brumby)                                  | Stattliche romanische Saalkirche 12. Jh., Chor gotisch erweitert, beachtenswerte Kassettendecke, barocker Orgelprospekt                                         | Staßfurt                       | Brumby                     | weitere Bilder | 51° 53′ 43″ N, 11° 43′ 3″ O  |
| St. Petri (Förderstedt)                             | Langgestreckte barocke Saalkirche, frühgotischer Westturm vom Vorgänger                                                                                         | Staßfurt                       | Förderstedt                | weitere Bilder | 51° 53′ 53″ N, 11° 38′ 8″ O  |
| St. Petri (Gröna)                                   | Neubau 1848, schlichter Bruchsteinbau, Saal mit halbrunder Apsis                                                                                                | Bernburg                       | Gröna                      | weitere Bilder | 51° 45′ 53″ N, 11° 41′ 49″ O |
| St. Petri (Hohenerxleben)                           | Schlichter Rechteckbau von 1802, Westturm bereits von 1718 | Staßfurt                       | Hohenerxleben              | weitere Bilder | 51° 51′ 13″ N, 11° 39′ 15″ O |
| St. Sebastian (Bisdorf)                             | Barocker Saal mit romanischem Westturm, in Verfall, akut gefährdet                                                                                              | Borne                          | Bisdorf                    | weitere Bilder | 51° 57′ 3″ N, 11° 33′ 7″ O   |
| Sankt-Sixti-Kirche (Schneidlingen)                  | Im Kern spätromanischer Saalbau, um 1670 nach Kriegsschäden wiederhergestellt, barock verlängert                                                                | Hecklingen                     | Schneidlingen              | weitere Bilder | 51° 53′ 40″ N, 11° 26′ 38″ O |
| St. Stephanus (Freckleben)                          | Rechteckige Saalkirche in Bruchstein mit Westquerturm, im Kern wohl 12. Jh., südl. Querarm 1594                                                                 | Aschersleben                   | Freckleben                 | weitere Bilder | 51° 41′ 58″ N, 11° 32′ 44″ O |
| St. Stephan (Unseburg)                              | Gestreckter barocker Saalbau mit dreiseitigem Ostschluss, im Kern mittelalterlich                                                                               | Bördeaue                       | Unseburg                   | weitere Bilder | 51° 55′ 55″ N, 11° 30′ 33″ O |
| St. Stephan (Waldau)                                | Romanische Dorfkirche in vollständiger Anlage, Straße der Romanik                                                                                               | Bernburg (Saale)               | Waldau                     | weitere Bilder | 51° 48′ 20″ N, 11° 43′ 33″ O |
| St.-Stephani-Kirche (Mehringen)                     | Im Kern romanisch (Tympanon an der Südseite ca. 1130/40), nachgotischer Chor mit Dreiseitschluss, Schiff im 19. Jh. erneuert, Turm 1881                         | Aschersleben                   | Mehringen                  | weitere Bilder | 51° 43′ 43″ N, 11° 30′ 54″ O |
| St. Stephanus (Cochstedt)                           | Saalkirche in Bruchstein, Westquerturm vom gotischen Bau um 1487, Schiff im 19. Jh. umgebaut                                                                    | Hecklingen                     | Cochstedt                  | weitere Bilder | 51° 52′ 51″ N, 11° 24′ 42″ O |
| St. Theresia vom Kinde Jesu (Förderstedt)           | Ehem. kath. Kirchengebäude in Förderstedt, Neubau von 1938/39, heute profaniert und verkauft                                                                    | Staßfurt                       | Förderstedt                |                | 51° 53′ 42″ N, 11° 37′ 55″ O |
| St. Thomas (Pretzien)                               | Romanische Dorfkirche in vollständiger Anlage um 1140, Straße der Romanik                                                                                       | Schönebeck (Elbe)              | Pretzien                   | weitere Bilder | 52° 2′ 43″ N, 11° 49′ 27″ O  |
| St.-Andreas-Kirche (Biere)                          | Neuromanischer Neubau 1851/52, unter Verwendung von älteren Bauteilen                                                                                           | Bördeland                      | Biere                      | weitere Bilder | 51° 58′ 22″ N, 11° 39′ 13″ O |
| St. Bartholomäi (Friedrichsaue)                     | Kleiner einschiffiger Bruchsteinbau mit dreiseitigem Chorschluss, Dachtürmchen mit Haube, 1797                                                                  | Seeland                        | Friedrichsaue              | weitere Bilder | 51° 50′ 11″ N, 11° 19′ 59″ O |
| St. Cäcilia (Alsleben)                              | Stattliche neuromanische Saalkirche, 1862–74 nach Entwurf von Friedrich August Ritter unter Einbeziehung des Westquerturms eines Vorgängers                     | Alsleben (Saale)               | Alsleben                   | weitere Bilder | 51° 42′ 16″ N, 11° 40′ 33″ O |
| St.-Johannis-Kirche (Eickendorf)                    | Neubau um 1750 unter Verwendung des im Kern romanischen Westturms                                                                                               | Bördeland                      | Eickendorf                 | weitere Bilder | 51° 57′ 0″ N, 11° 40′ 20″ O  |
| St. Johannis (Nienburg)                             | Neubau 1687–93 als Saalbau mit dreiseitigem Ostschluss und schmalem, im Kern mittelalterl. Westturm, innen barocke Ausstattung                                  | Nienburg (Saale)               | Nienburg                   | weitere Bilder | 51° 50′ 16″ N, 11° 46′ 3″ O  |
| St.-Johannis-Kirche (Pömmelte)                      | Romanisierende Saalkirche mit Westturm, ab 1871 anstelle eines Vorgängers erbaut                                                                                | Barby                          | Pömmelte                   | weitere Bilder | 51° 59′ 36″ N, 11° 50′ 17″ O |
| St.-Laurentii-Kirche (Calbe)                        | Spätromanischer einschiffiger Bau mit halbkreisförmiger Apsis und Fachwerk-Dachturm; Restaurierung 1890                                                         | Calbe (Saale)                  | Calbe                      | weitere Bilder | 51° 54′ 2″ N, 11° 46′ 21″ O  |
| St.-Laurentius-Kirche (Zuchau)                      | Kleiner romanischer Rechteckbau mit querrechteckigem Westturm, 1739 spätromanisch erneuert                                                                      | Barby                          | Zuchau                     | weitere Bilder | 51° 51′ 14″ N, 11° 51′ 19″ O |
| St.-Marien-Kirche (Drohndorf)                       | Einschiffige Chorturmkirche, 1256 erstmals erwähnt, vom spätromanischen Bauwerk die Ostteile erhalten. Oberer Turmteil frühgot., das Schiff 19. Jh.             | Aschersleben                   | Drohndorf                  | weitere Bilder | 51° 42′ 57″ N, 11° 31′ 55″ O |
| St.-Marien-Kirche (Barby)                           | Dreischiffiger Putzbau mit rechteckigem Chor von Mittelschiffsbreite, im Kern vermutlich frühgotische, langgestreckte einschiffige Anlage wie die Klosterkirche | Barby                          | Barby                      | weitere Bilder | 51° 58′ 1″ N, 11° 53′ 8″ O   |
| St.-Martin-Kirche (Eggersdorf)                      | Saalkirche mit polygonalem Ostschluss und südlichem Turm, dieser in seinen Untergeschossen vom romanischen Ursprungsbau                                         | Bördeland                      | Eggersdorf                 | weitere Bilder | 51° 58′ 38″ N, 11° 42′ 30″ O |
| St. Nicolai (Strenznaundorf)                        | Neugotisches Bauwerk von 1903 unter Verwendung älterer Bausubstanz, darunter romanisches Westportal. Bruchsteinbau mit Westturm und polygonalem Ostschluss      | Könnern                        | Strenznaundorf             | weitere Bilder | 51° 40′ 18″ N, 11° 41′ 42″ O |
| St.-Nicolai-Kirche (Tornitz)                        | Vom ursprünglich romanischen Bauwerk der Turm erhalten, das urspr. gleich breite Schiff im 19. Jh. nach Norden erweitert                                        | Barby                          | Tornitz                    | weitere Bilder | 51° 55′ 47″ N, 11° 50′ 50″ O |
| St.-Norberti-Kirche und St.-Elisabeth-Stift (Calbe) | Typenbauwerk einer kleinen kath. Kirche mit westl. angebautem Küsterhaus, 1872                                                                                  | Calbe (Saale)                  | Calbe                      | weitere Bilder | 51° 54′ 29″ N, 11° 46′ 24″ O |
| St.-Pankratius-Kirche (Welsleben)                   | Rechteckbau von 1673, westl. an den hochmittelalterlichen ehem. Westturm des Vorgängers angebaut                                                                | Bördeland                      | Welsleben                  | weitere Bilder | 52° 0′ 14″ N, 11° 38′ 11″ O  |
| St.-Petri-Kirche (Großmühlingen)                    | Backsteinsaal mit schiffshohen, querhausartigen Anbauten, 1882                                                                                                  | Bördeland                      | Großmühlingen              | weitere Bilder | 51° 57′ 26″ N, 11° 42′ 34″ O |
| St. Petri (Staßfurt)                                | Dreischiffige Hallenkirche aus Backstein mit Querschiff und Westturm 1886–91 als Nachfolgebau einer älteren Kirche                                              | Staßfurt                       | Staßfurt                   | weitere Bilder | 51° 51′ 31″ N, 11° 34′ 59″ O |
| St.-Salvator-Kirche (Kleinmühlingen)                | Im Kern mittelalterliche Saalkirche aus Feldstein mit gleichbreitem Westturm, vermutl. M. 13. Jh., 1901 stark umgebaut                                          | Bördeland                      | Kleinmühlingen             | weitere Bilder | 51° 56′ 46″ N, 11° 44′ 47″ O |
| St.-Stephani-Kirche (Aschersleben)                  | Dreischiffige Hallenkirche mit querrechteckigem Westbau und kurzem einschiffigen Chor, im Wesentl. bis E. 14. Jh.                                               | Aschersleben                   | Aschersleben               | weitere Bilder | 51° 45′ 15″ N, 11° 27′ 22″ O |
| St.-Stephani-Kirche (Calbe)                         | Dreischiffige Hallenkirche 2. H. 15. Jh. mit einschiffigem Rechteckchor und zweitürmigem Westbau, in den ältesten Teilen noch 13. Jh.                           | Calbe (Saale)                  | Calbe                      | weitere Bilder | 51° 54′ 13″ N, 11° 46′ 32″ O |
| St. Stephani (Gatersleben)                          | Langgestreckte Bruchstein-Saalkirche, im Kern 13. Jh.; im 16. Jh. stark verändert                                                                               | Seeland                        | Gatersleben                | weitere Bilder | 51° 49′ 23″ N, 11° 17′ 17″ O |
| St. Vitus (Güsten)                                  | Schlichte flachgedeckte, nachgotische Saalkirche mit polygonalem Chorschluss, Emporen, Fenster mit gotisierendem Maßwerk (1591)                                 | Güsten                         | Güsten                     | weitere Bilder | 51° 47′ 47″ N, 11° 36′ 39″ O |
| St. Wenzel (Könnern)                                | Zweischiffige Hallenkirche mit eingezogenem Chor und Dreiachtelschluss 1492–1510, beachtliche Ausstattung                                                       | Könnern                        | Könnern                    | weitere Bilder | 51° 40′ 10″ N, 11° 46′ 18″ O |
| St. Wolfgang (Leau)                                 | Im Kern romanischer Bruchsteinbau mit Westquerturm, 1699 und 1892 überformt                                                                                     | Bernburg (Saale)               | Leau                       | weitere Bilder | 51° 43′ 56″ N, 11° 47′ 43″ O |
| Stiftskirche St. Cyriakus (Frose)                   | Ehem. Benediktiner-Klosterkirche, dreischiffige kreuzförmige Basilika, um 1170                                                                                  | Seeland                        | Frose                      | weitere Bilder | 51° 47′ 45″ N, 11° 22′ 48″ O |
| Wohlsdorfer Kirche                                  | Bruchsteinbau mit dreiseitigem Ostschluss und Mittelturm, im Kern romanisch, um 1500 nach Osten verlängert                                                      | Bernburg (Saale)               | Wohlsdorf                  | weitere Bilder | 51° 45′ 54″ N, 11° 51′ 58″ O |

## Klöster
| Artikel                                                             | Beschreibung                                                                                       | Gemeinde         | Ort               | Bild           | Koordinaten                  |
| ------------------------------------------------------------------- | -------------------------------------------------------------------------------------------------- | ---------------- | ----------------- | -------------- | ---------------------------- |
| Benediktinerinnenkloster Hecklingen                                 | Eine der besterhaltenen Klosterkirchen am Harz, erbaut seit Mitte der 1170er Jahre                 | Hecklingen       | Hecklingen        | weitere Bilder | 51° 50′ 48″ N, 11° 32′ 1″ O  |
| Franziskanerkloster Aschersleben                                    | Kath. Heilig-Kreuz-Kirche, frühgot. Bruchsteinbau, Klostergebäude nicht erhalten                   | Aschersleben     | Aschersleben      | Bild gesucht   | 51° 45′ 22″ N, 11° 27′ 24″ O |
| Kloster Haselndorf                                                  | Ehemaliges Priorat in dem wüst gefallenen Ort Haselndorf bei Aschersleben, Sachsen-Anhalt          | Aschersleben     | Aschersleben      | Bild gesucht   | 51° 49′ 40″ N, 11° 23′ 57″ O |
| Kloster Mehringen                                                   | Ehemalige Klosterkirche des 1222 gegründeten Zisterzienserinnenklosters erhalten                   | Aschersleben     | Mehringen         | Bild gesucht   | 51° 43′ 33″ N, 11° 31′ 1″ O  |
| Kloster Sankt-Maria-auf-dem-Georgenberg                             | Kloster gegr. 1210 oder 1230, aufgelöst 1530, Klostergebäude bis 1578, Kirche bis 1798 abgebrochen | Plötzky          | Schönebeck (Elbe) | Bild gesucht   | 52° 3′ 0″ N, 11° 48′ 23″ O   |
| Prämonstratenserstift Gottesgnaden, Calbe                           | Ehemaliges Prämonstratenser-Kloster 1131–1563                                                      | Calbe            | Calbe (Saale)     |                | 51° 54′ 7″ N, 11° 47′ 2″ O   |
| Servitenkloster Bernburg                                            | Niederlassung des Bettelordens der Serviten in Bernburg gegr. 1308, aufgelöst bis 1527             | Bernburg         | Bernburg (Saale)  | weitere Bilder | 51° 48′ 0″ N, 11° 43′ 53″ O  |
| Zisterzienserinnenkloster Marienstuhl, Egeln                        | Kath. Kirche, Saalbau mit dreiseitigem Ostschluss 1732/34                                          | Egeln            | Egeln             | weitere Bilder | 51° 56′ 27″ N, 11° 25′ 41″ O |
| Zisterzienserinnenkloster St. Marien (Graues Kloster), Aschersleben | Ehemaliges Kloster der Zisterzienserinnen in Aschersleben in Sachsen-Anhalt                        | Aschersleben     | Aschersleben      | Bild gesucht   | 51° 45′ 20″ N, 11° 27′ 22″ O |
| Benediktinerkloster Thankmarsfelde, später Nienburg                 | Ehemaliges Kloster der Benediktiner in Nienburg an der Saale, Sachsen-Anhalt                       | Nienburg (Saale) | Nienburg (Saale)  | weitere Bilder | 51° 50′ 11″ N, 11° 46′ 18″ O |

## Synagogen
| Artikel                 | Beschreibung                                                                    | Gemeinde          | Ort          | Bild           | Koordinaten                |
| ----------------------- | ------------------------------------------------------------------------------- | ----------------- | ------------ | -------------- | -------------------------- |
| Schalom-Haus Schönebeck | Ehem. Synagoge, 1877 erbaut, seit 1986 von der Freikirchlichen Gemeinde genutzt | Schönebeck (Elbe) | Schönebeck   | weitere Bilder | 52° 1′ 5″ N, 11° 44′ 23″ O |
| Synagoge (Aschersleben) | Neubau 1852 im Rundbogenstil, 1938 zerstört                                     | Aschersleben      | Aschersleben |                |                            |

## Begräbnisstätten
| Artikel                              | Beschreibung | Gemeinde          | Ort(e)            | Bild            | Koordinaten                  |
| ------------------------------------ | --- | ----------------- | ----------------- | --------------- | ---------------------------- |
| Sieben Steine von Preußlitz          | Überreste einer neolithischen Großsteingrab- oder Menhiranlage                                                                       | Bernburg          | Preußlitz         |                 | 51° 43′ 51″ N, 11° 48′ 50″ O |
| Jüdischer Friedhof (Bernburg, Saale) | 1826 angelegt, Beisetzungen bis in die 1950er Jahre, 2004 mit einem internationalen Lager instand gesetzt. Viele Grabsteine erhalten | Bernburg (Saale)  | Bernburg (Saale)  | Bild gesucht BW | 51° 47′ 50″ N, 11° 43′ 30″ O |
| Jüdischer Friedhof Calbe             | 1862 angelegt, 1938 geschändet, nach 1945 wieder hergestellt                                                                         | Calbe             | Calbe             | weitere Bilder  | 51° 54′ 9″ N, 11° 46′ 13″ O  |
| Jüdischer Friedhof Egeln             | Anfang 19. Jh. angelegt, bis 1920 verwendet, danach wiederholt geschändet                                                            | Egeln             | Egeln             | Bild gesucht BW | 51° 56′ 35″ N, 11° 26′ 24″ O |
| Jüdischer Friedhof (Hoym)            | 1828 bis 1951 als Friedhof benutzt, 53 Grabsteine erhalten                                                                           | Seeland           | Hoym              |                 | 51° 47′ 12″ N, 11° 18′ 26″ O |
| Jüdischer Friedhof (Nienburg, Saale) | Anfang des 19. Jh. angelegt, bis ins 20. Jh. verwendet, 1933/45 mehrfach geschändet                                                  | Nienburg (Saale)  | Nienburg (Saale)  | Bild gesucht BW | 51° 50′ 16″ N, 11° 45′ 59″ O |
| Jüdischer Friedhof Schönebeck (Elbe) | 1873 angelegt, mit Einfriedung und Gedenkstein, neun Grabsteine erhalten                                                             | Schönebeck (Elbe) | Schönebeck (Elbe) | weitere Bilder  | 52° 1′ 18″ N, 11° 43′ 38″ O  |
| Jüdischer Friedhof (Staßfurt)        | 1871 angelegt, bis 1921 verwendet, in der Zeit 1933/45 und später mehrfach geschändet                                                | Staßfurt          | Staßfurt          |                 | 51° 51′ 0″ N, 11° 33′ 50″ O  |
| Kriegerdenkmal Nienburg (Saale)      | Tempelartiges Oktogon mit Kriegerdenkmal, 1923                                                                                       | Nienburg (Saale)  | Nienburg          | weitere Bilder  | 51° 50′ 10″ N, 11° 46′ 19″ O |

- Siehe auch: Großsteingräber im Salzlandkreis

∑ 144 Einträge